# 이마바리성

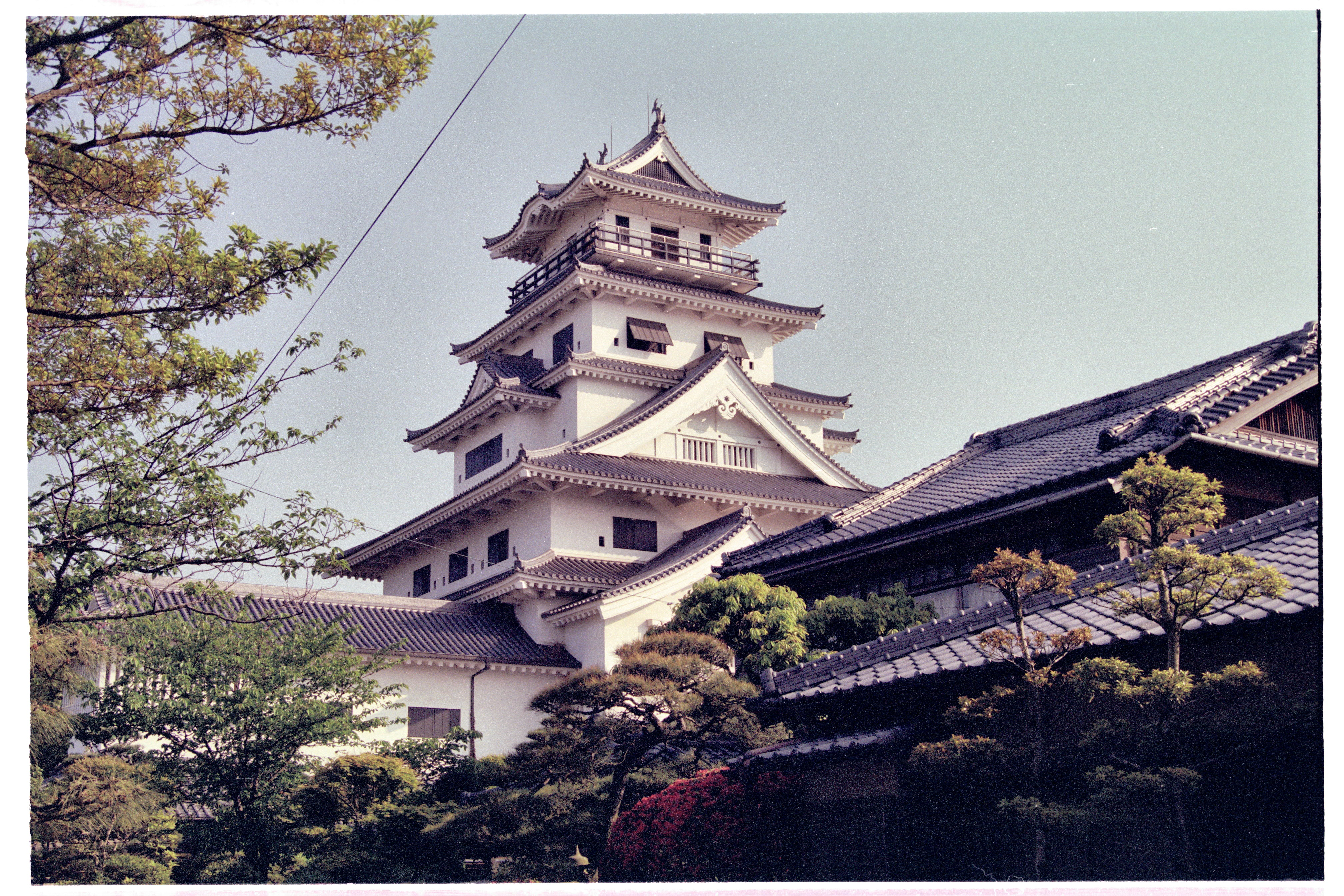
이마바리성의 천수

이마바리성(일본어: 今治城)은 에히메현 이마바리시 도리 정에 있는 성이다. 해안에 지어진 성으로 천수각에서 세토 내해를 조망할 수 있다. 일본 3대 수성(水城)중 하나이다. 성은 에도 시대 이마바리번의 번청으로 사용되었다.

## 역사
센고쿠 시대 ~ 아즈치모모야마 시대
이마바리 지역은 센고쿠 시대 무라카미 수군의 고쿠부 성주 무라카미 다케요시가 지배하고 있었다.
- 1585년 도요토미 히데요시의 시코쿠 정벌에서 고바야카와 다카카게의 공격을 받고 무라카미 다케요시는 항복하였다. 시코쿠가 평정된 후 이요국 35만 석은 고바야카와 다카카게의 영지가 되었다.
- 1587년 규슈가 평정된 후 규슈 정벌에서 공을 세운 고바야카와 다카카게가 지쿠젠, 지쿠고, 히젠 1군 37만 석에 가증되어 나지마 성으로 거처를 옮긴후, 후쿠시마 마사노리가 이요 국 이마바리 11만 석의 영지를 받아, 다음해인 1588년 고쿠부 성에 입성하였다.
- 1595년 후쿠시마 마사노리는 오와리국 기요스 24만 석에 입봉되어 기요스성으로 거처를 옮긴후, 이케다 가게카쓰가 이요 국 이마바리 7만 석에 입봉되어 고쿠부 성주로 입성하였다.
- 1598년 이케다 가게카쓰가 정유재란에 참전하여 안골포에서 전사하자 아들 이케다 히데우지는 1만2천석의 영지를 받아 이마바리에서 오즈로 거처를 옮겼다.
- 같은해 오가와 스케타다가 이요 국 이마바리 7만 석을 영지로 받아 고쿠부 성에 입성하였다.
- 1600년 세키가하라 전투에서 오가와 스케타다는 이시다 미쓰나리의 서군에 속했지만, 서군이 열세에 놓이자, 서군을 배신하고 도쿠가와 이에야스의 동군에 속해 전투에 임하였다. 하지만, 전후 영지는 몰수되었다. 그 까닭은 오가와 스케타다의 영지에서 행한 악정과 아들 오가와 스케시게가 이시다 미쓰나리와 친밀했기 때문이다.
- 같은해 이요 국 이타시마 7만 석의 영주 도도 다카토라가 세키가하라 전투에서의 전공에 따라 이요 국 이마바리 20만 석에 입봉되어 고쿠부 성에 입성하였다.
- 1602년 도도 다카토라는 고쿠부 성을 버리고, 이마바리 포구에 새로이 성을 축조하였다. 이때 성의 설계와 감독은 가신 와타나베 사토루가 하였다고 한다.

에도 시대
- 1604년 이마바리 성이 완성되었다. 이 무렵 이마바리(今張)란 지명을 이마바리(今治)로 개명하였다.
- 1609년 도도 다카토라는 이세국 쓰번으로 이봉되었고, 이 무렵 이마바리 성의 천수각은 가메야마 성에 이축되었다고 한다. 가메야마 성은 서국 다이묘의 노역을 요하는 대규모 공사였으며, 성의 배치도 도도 다카토라가 하였다고 한다. 쓰 번으로 전봉된 이후에도 이마바리는 도도 다카토라의 영지로 존재했었고, 그의 양자 도도 다카요시가 이마바리 지역을 관리하였다.
- 1635년 도도 다카요시는 이가국 나바리로 영지를 옮겼고, 대신 이세 국 나가시마번에서 마쓰다이라 사다후사가 입성하였다. 이후 메이지 유신 전까지 이마바리 성은 히사마쓰 마쓰다이라 가문의 거성이었다.

메이지 시대 이후
- 1873년(메이지 6년) 폐성령이 반포됨에 따라 이마바리 성의 건물은 해체 매각되었다.
- 1980년(쇼와 55년) 5층6계의 천수각이 철근콘크리트로 건립되었고, 이해 부구 망루도 재건되었다.
- 1985년(쇼와 60년) 오카네 망루가 재건되었다.
- 1990년(헤세 2년) 이마바리 시제정 70주년 기념사업으로 야마사토 망루가 재건되었다.
- 2006년(헤세 18년) 4월 6일 일본 100대 명성으로 선정되었다.
- 2007년(헤세 19년) 9월 구로가네 문이 석벽과 다몬 망루 5동과 함께 복원되었다.

## 구조

### 입지
이마바리 성이 축성되기 이전 이마바리 지역에는 가라코 산에 고쿠부 성이 있었지만, 도시경영에 불리하였기 때문에 이마바리 포구에 도도 다카토라가 성을 축조하였다. 성은 해안에 있기 때문에 3중의 해자에는 바닷물로 채워졌다. 또, 바다로부터 해자로 배가 들어올수 있는 등 바다를 최대한 활용한 성이었다.
성은 윤곽식 평성으로 혼마루에는 5층5계의 천수를 세웠고, 니노마루에는 번주의 처소를 세웠으며, 중간해자 이내에는 상급무사의 주거지를, 바깥 해자이내에는 하급무사의 주거지를 조성하였다. 성의 요소요소에는 성문은 9곳, 망루는 20곳을 둔 넓은 성이었다. 혼마루와 니노마루 석벽 아래에는 이누바시리라는 공간을 두었다.

### 부속건물
천수
천수는 1604년에 준공하여 1610년 무렵 가메야마 성으로 이축된 것으로 약 6년밖에 존재하지 않았다. 그 후, 이마바리 성에는 천수가 없었고, 혼마루의 네 모퉁이에 배치된 망루중 북쪽에 있는 기타스미 망루를 천수 대용으로 사용하였다. 각 망루는 다몬 망루로 연결되어 있었다. 그중 천수로 대용한 기타스미 망루에는 하후로 외관을 장식하였다.
천수의 존재여부
도도 다카토라가 쓰번으로 이봉될 때 이마바리 성의 천수를 우에노성에 이축할 목적으로 해체하였지만 우에노 성에 이축되지 못하고, 1610년 가메야마 성이 축성될 때 도쿠가와 이에야스에게 헌상한 것이라고 한다. 그리하여 이마바리 성의 천수은 가메야마 성으로 이축되었다는 설이 있다. 이 이야기는 《관정중수제가보》(寛政重修諸家譜)에 기록되어 있다.
일반적으로 천수각을 건립할 때 천수대라고 불리는 기단을 조성하여 그 위에 천수각을 올린다. 하지만, 이마바리 성에는 천수대가 보이지 않는다. 일본의 건축학자 미우라 마사유키는 그의 저서《【決定版】図説・天守のすべて》에서 천수대를 세우지 않고, 지반을 기초로 천수각을 건립했을 가능성을 언급하고 있다. 그러나, 이를 뒤 받침하는 구체적 사료나 구조물등이 확인되지 않기 때문에 천수의 존재여부에 대해서는 결론에 이르지 못하고 있다.
재건된 천수
현재 이마바리 성에 재건된 천수는 가메야마 성의 천수를 참고해 지어진 것이다. 하지만, 가메야마 성의 옛 사진과 평면도를 비교해 보았을 때 재건된 이마바리 성의 천수와는 상반된 점이 있다. 구체적으로 가메야마 성의 천수에는 하후가 거의 없는 승탑형 형식의 천수지만, 재건된 천수에는 하후와 출창이 있는 등 망루형 형식의 외관을 가지고 있다. 위치에 있어서도 천수가 세워졌다고 추정되는 혼마루 중앙부가 아니라 예전에 천수 대용으로 사용된 기타스미 망루터에 지어져 있다. 이런 점을 들어 사실에 토대를 두지 못한 모의천수라는 평가다.

## 남아 있는 건조물
내측 해자와 석벽 등이 잘 보존되어 있다. 성터에는 구로가네 문과 망루, 천수각이 세워져있다. 망루와 천수각은 향토미술관, 역사자료관 등으로 사용되고 있다. 또, 몇몇 성문은 민가나 사찰에 이축되어 있다. 아쉽게도 옛 천수가 지어졌을 것으로 보여지는 혼마루 중앙부근에는 1872년 지어졌다는 후키아게 신사가 지어져있다.

## 관광
교통
- JR 시코쿠 이마바리역에서 하차. 도보로 15분소요
  - 세토나이 버스 《이마바리 영업소》행으로 환승, 《이마바리 성앞》에서 하차. 도보로 3분소요

주변 문화시설 및 관광명소
- 구루지마 해협 대교
- 에히메 문화관
- 고노 미술관
- 지카미 산
- 가라코 해변
- 유노우라 온천

## 같이 보기
- 와타나베 사토루
- 무라카미 수군
- 일본의 3대 수성
  - 나카쓰성
  - 다카마쓰성
  - 이마바리성